# Мирис, Виллем ван
Виллем ван Мирис (нидерл. Willem van Mieris; 3 июня 1662, Лейден — 26 января 1747, Лейден) — голландский живописец, скульптор, рисовальщик и гравёр в технике офорта, один из малых голландцев. Мастер небольших картин бытового и портретного жанров на интимные, камерные сюжеты. Член семьи потомственных художников из Лейдена. Младший сын живописца Франса ван Мириса. Представитель позднего периода «Золотого века голландской живописи». Работал в традициях основанной Герардом Доу лейденской живописной школы «тонкой манеры».

## Жизнь и творчество

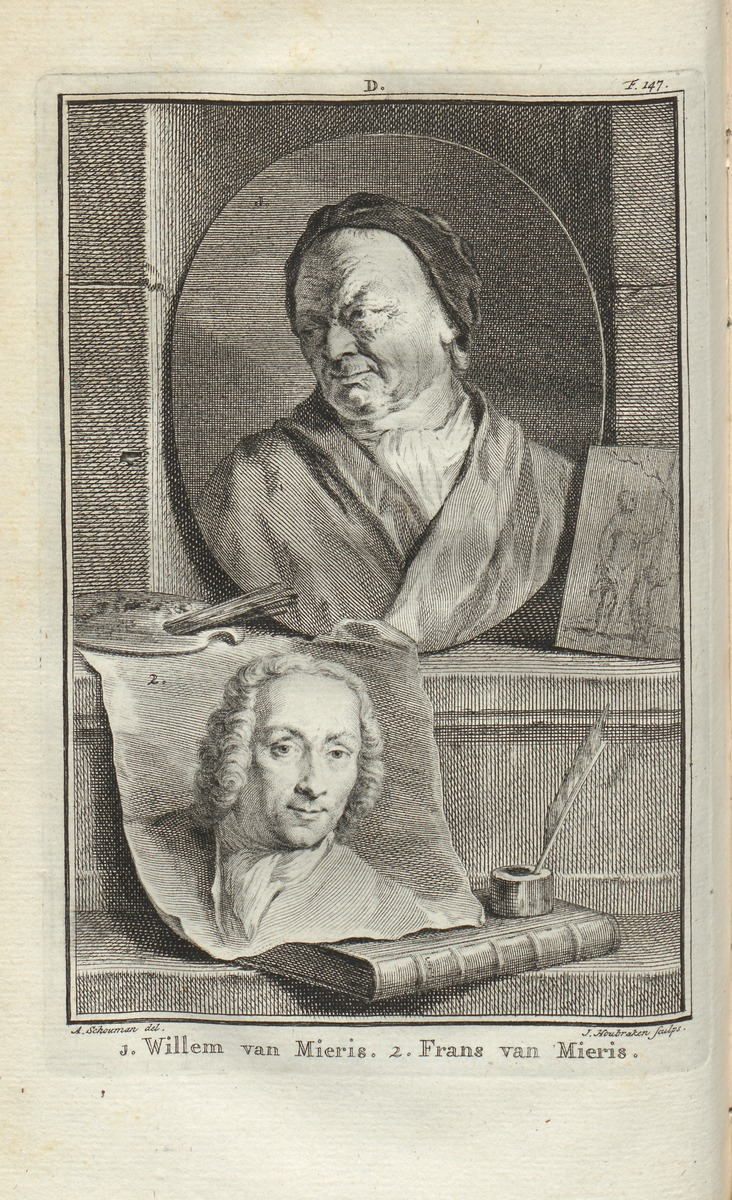
Виллем и Франс ван Мирис Старший. Иллюстрация к изданию А. Хоубракена «Новый театр художников…». 1751. Офорт

Виллем ван Мирис родился в Лейдене, Южная Голландия в семье потомственных художников. Его отец, Франс ван Мирис-старший, был известным учеником живописца Герардом Доу, старший брат Виллема Ян ван Мирис также был живописцем. Виллем в девятнадцать лет возглавил семейную мастерскую после того, как его отец умер в 1681 году в возрасте сорока пяти лет. Он едва закончил свое обучение в семейной мастерской, и, по сведениям Арнольда Хоубракена, прошло ещё два года, прежде чем в 1685 году он поступил в лейденскую  Гильдию Святого Луки.
Виллем завершал картины, оставшиеся незаконченными после смерти отца. Год спустя, в 1684 году, он женился на Агнете Чапман, которую часто использовал в качестве модели в собственных произведениях. Помимо картин бытового жанра и портретов, Виллем ван Мирис был опытным пейзажистом, рисовальщиком и гравёром; более того, он также пробовал свои силы в живописи исторического и мифологического жанров.
В 1687, 1698, 1704 и 1708 годах Виллем избирался управляющим делами гильдии, в 1699 — её деканом. В 1694 году ван Мирис, совместно с художниками Карелом де Мором и Якобом Торенвлитом, основал в Лейдене Академию рисунка (Leidse Tekenacademie), просуществовавшую в этом городе до 1736 года. Мастера лейденской художественной школы возродили и культивировали технику «тонкой манеры» (Leiden fijnschilder manner) старых нидерландских мастеров эпохи братьев ван Эйк: их маленькие картины, написанные на деревянных досках или медных пластинах, отличаются исключительной передачей мельчайших деталей и иллюзорностью изображения. Однако творчество самого Виллема ван Мириса часто подвергали критике, в особенности, в последующие годы, и считали его произведения много слабее картин отца и старшего брата.
В конце жизни ван Мирис потерял зрение и был вынужден прекратить работу. Его сын, Франц ван Мирис Младший также был художником.

## Галерея

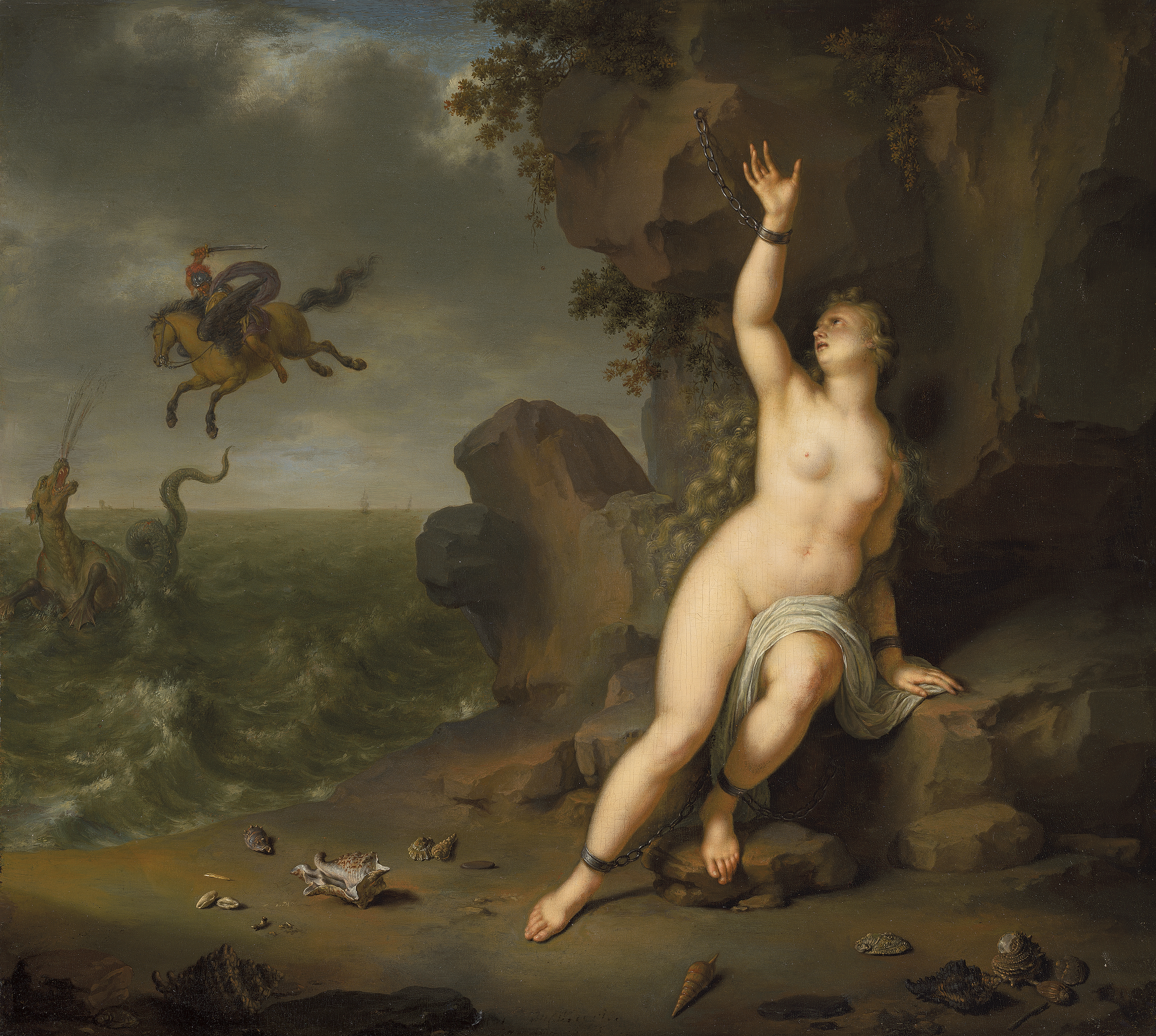
Персей и Андромеда. Частное собрание
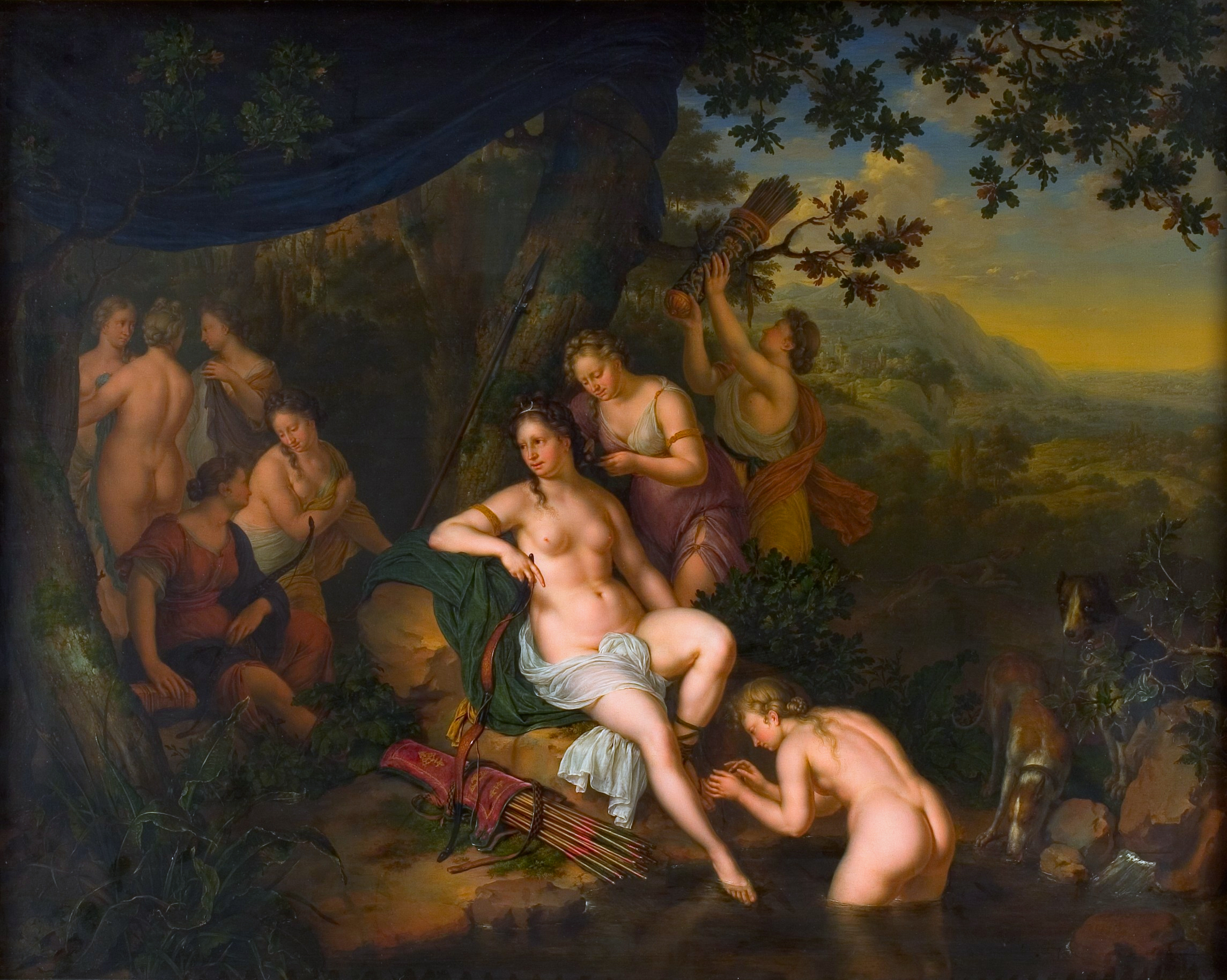
Диана и нимфы. 1702. Дерево, масло. Государственный музей Твенте, Энсхеде
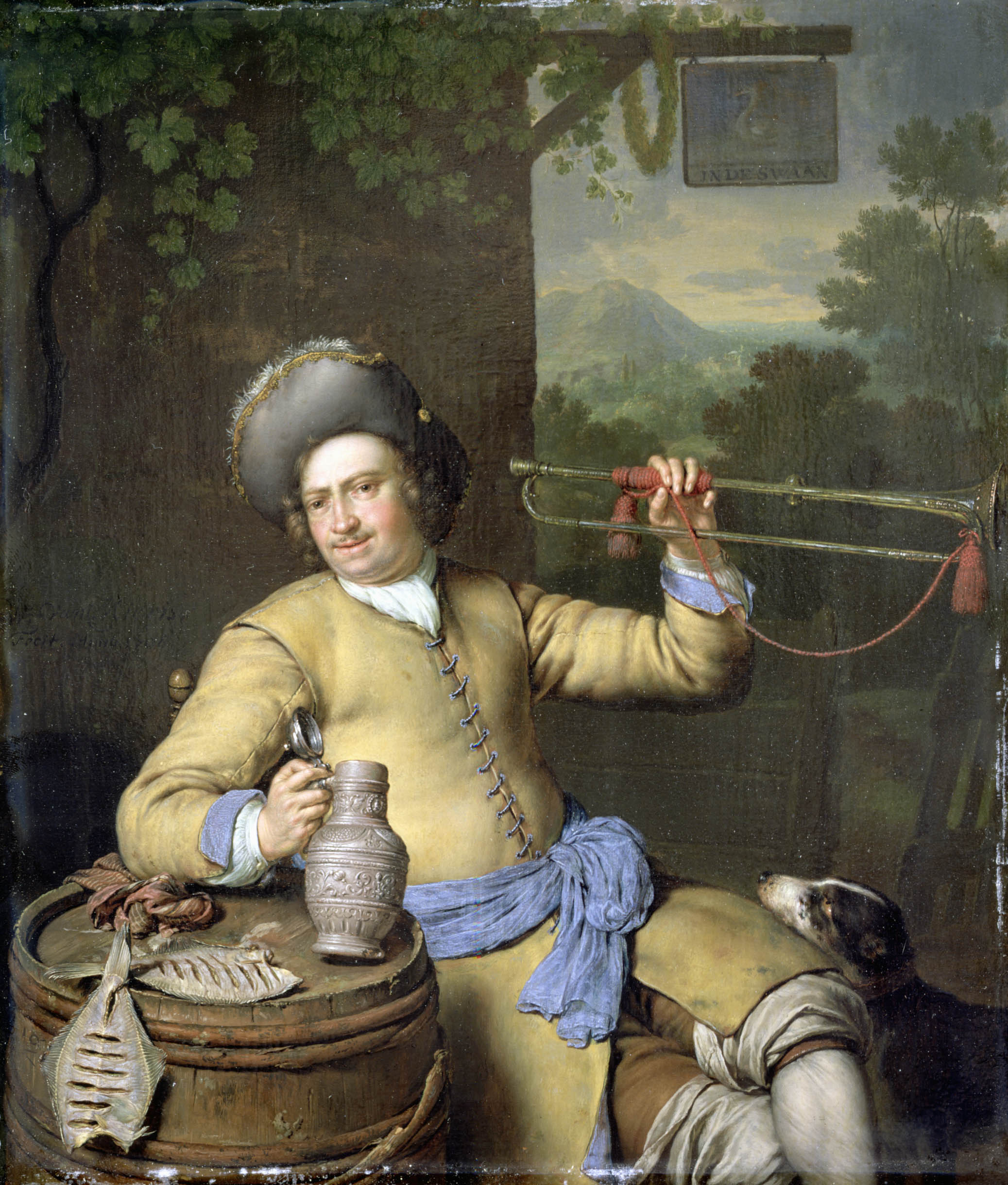
Трубач. 1708. Дерево, масло. Музей Де Лакенхал, Лейден
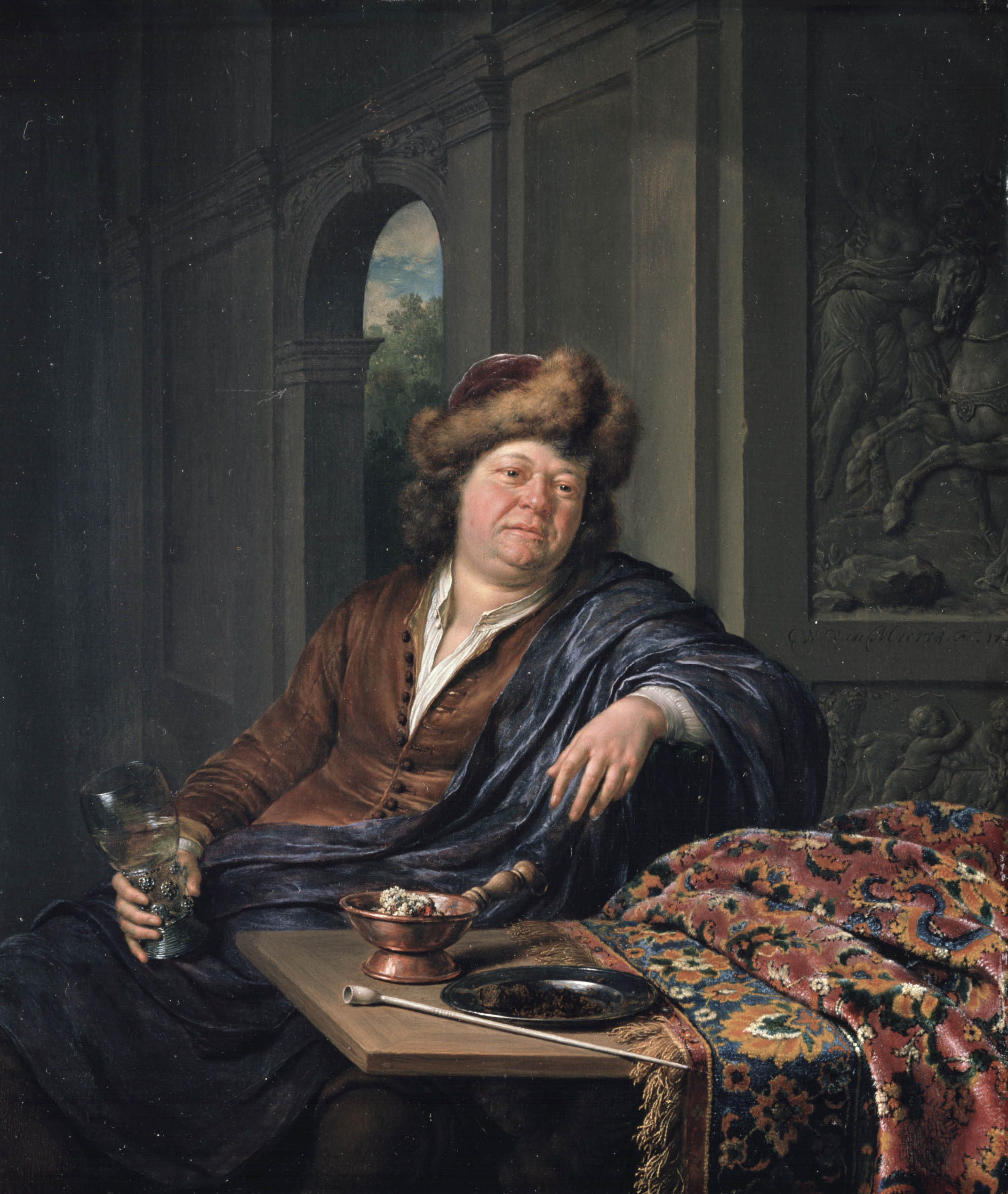
Пьяница. 1706. Дерево, масло. Музей Де Лакенхал, Лейден
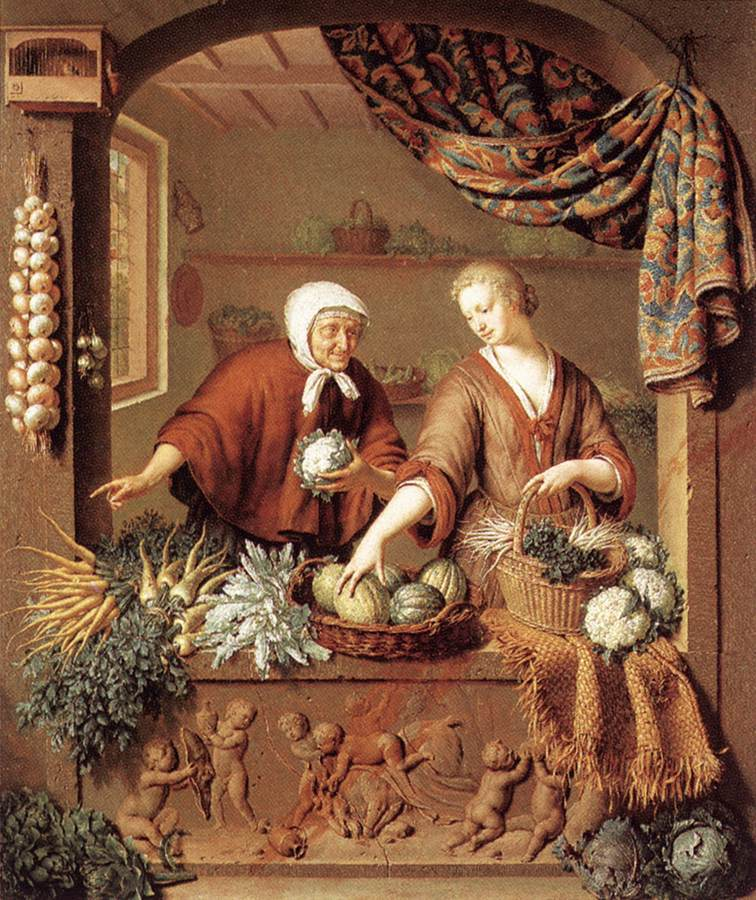
Торговка зеленью. 1731. Дерево, масло. Собрание Уоллеса, Лондон
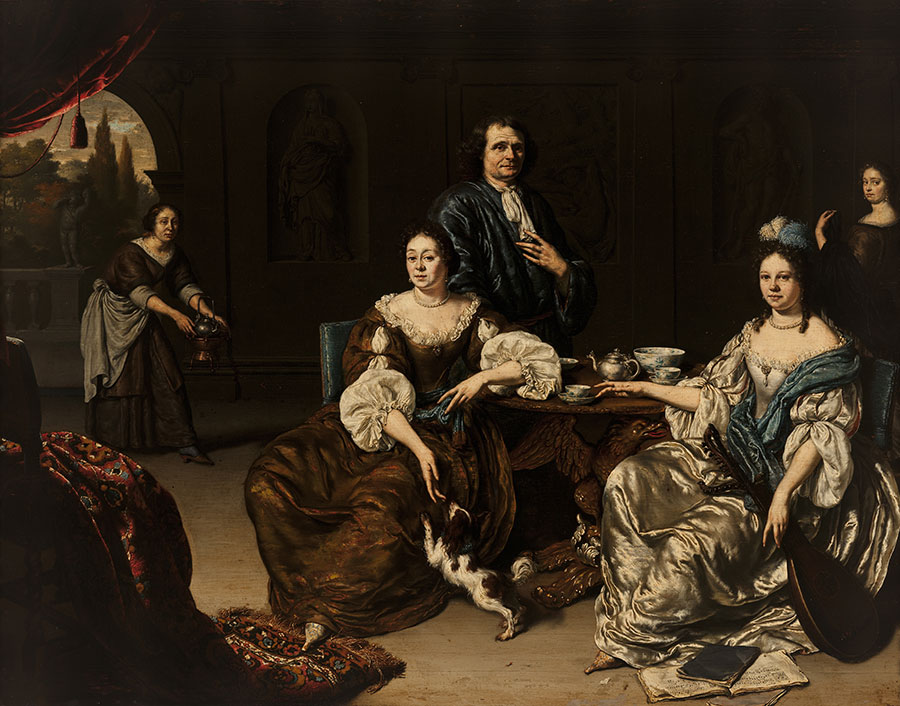
Собрание семейства. Государственный музей изящных искусств, Гавана
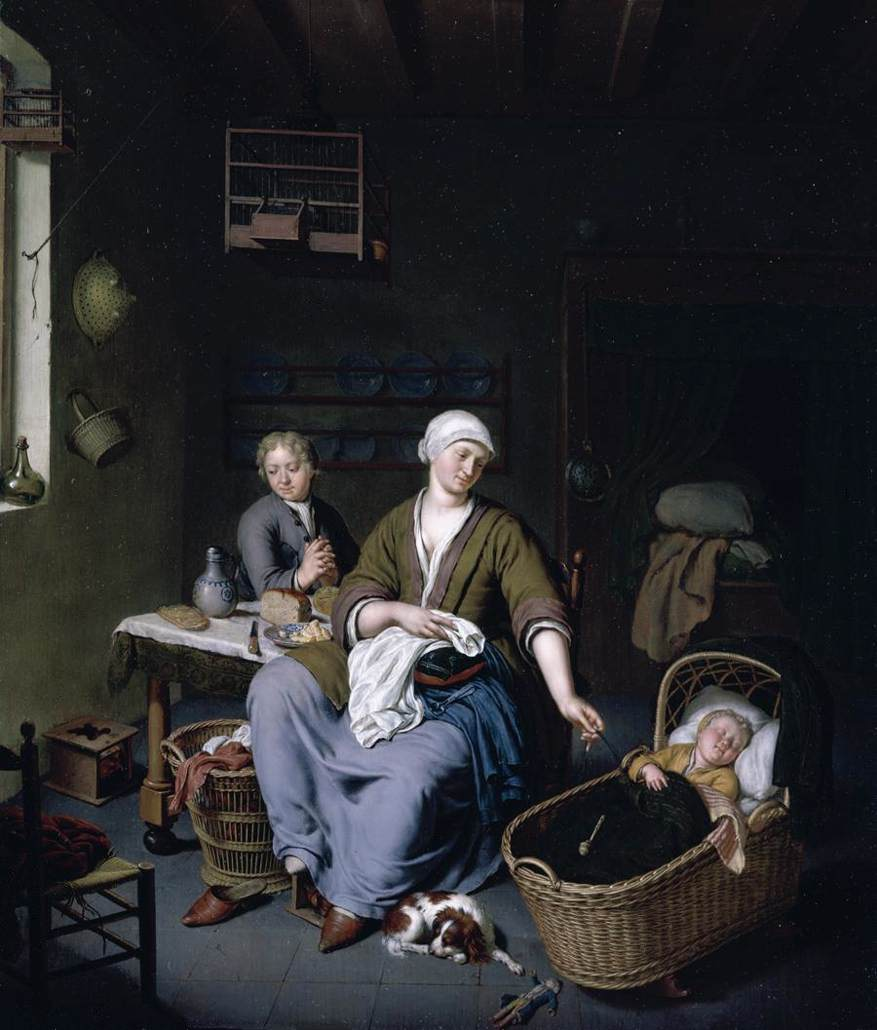
Интерьер с матерью, ухаживающей за детьми. 1728. Дерево, масло. Частное собрание